# Vouillé (Deux-Sèvres)
Vouillé – miejscowość i gmina we Francji, w regionie Nowa Akwitania, w departamencie Deux-Sèvres.
Według danych na rok 1990 gminę zamieszkiwało 2431 osób, a gęstość zaludnienia wynosiła 109 osób/km² (wśród 1467 gmin regionu Poitou-Charentes Vouillé plasuje się na 109. miejscu pod względem liczby ludności, natomiast pod względem powierzchni na miejscu 321.).